# Kabinett Trovoada I
Das Kabinett Trovoada I war die 12. Regierung São Tomé und Príncipes, auf portugiesisch die XII Governo Constitucional de São Tomé e Príncipe. Diese Regierung des afrikanischen Inselstaates São Tomé und Príncipe wurde im Februar 2008 von Premierminister Patrice Trovoada gebildet, nachdem die vorherige Minderheitsregierung in der Haushaltsdebatte 2008 keine Mehrheit finden konnte und deren Premierminister Tomé Vera Cruz mit seinem PCD–MDFM Kabinett am 14. Februar zurücktrat.
Die ehemalige Regierungsparteien schlossen mit der ADI einen Koalitionsvertrag und bildeten unter Führung der ADI das erste Kabinett Trovoadas, wobei er auf ein weitgehend neu besetztes Kabinett setzte.
| Regierungskoalition | Mandate |
| ------------------- | ------- |
| PCD–MDFM–ADI        | 33/55   |

Die Koalition wurde am 20. Mai 2008 durch ein Misstrauensvotum gestürzt, weil einige Abgeordnete der Regierungskoalition mit dem oppositionellen MLSTP-PSD stimmten. Neuer Premierminister wurde Joaquim Rafael Branco vom MLSTP-PSD.
Dem Kabinett gehörten folgende Minister an:
| Partei | Partei | Amt                                                                                  | Amtsinhaber                                                 |
| ------ | ------ | ------------------------------------------------------------------------------------ | ----------------------------------------------------------- |
|        | ADI    | Premierminister                                                                      | Patrice Trovoada                                            |
| ADI?   | ADI?   | Minister of Agriculture and Rural Development                                        | Valdimira da Silva Tavares                                  |
|        | MDFM?  | Minister für Verteidigung und innere Ordnung                                         | Oberstleutnant Oscar Sousa                                  |
|        | ADI?   | Ministerin für Bildung, Kultur, Jugend und Sport                                     | Mariana Rute Leal                                           |
|        | ADI?   | Minister für Auswärtiges und Zusammenarbeit                                          | Ovídio Manuel Barbosa Pequeno                               |
|        | ADI    | Gesundheitsminister                                                                  | Martinho do Nascimento                                      |
|        | ADI?   | Minister für Justiz und Parlamentsangelegenheiten                                    | Jose Carlos Barreiro                                        |
|        | ADI?   | Ministerin für Arbeit und Solidarität                                                | Maria Tome                                                  |
|        | ADI?   | Minister für natürliche Ressourcen und Umwelt                                        | José da Graça Diogo                                         |
|        | ADI?   | Ministerin für Planung und Finanzen                                                  | Raul Cravid                                                 |
|        | ADI?   | Minister für öffentliche Verwaltung, staatliche Reformen und territoriale Verwaltung | Maria da Cristo Hilario dos Santos Raposo Costa de Carvalho |
|        | ADI?   | Minister für öffentliche Arbeiten, Infrastruktur und Stadtentwicklung                | Arzemiro dos Prazeres                                       |
|        | ADI?   | Minister für Handel, Industrie und Tourismus                                         | Francisco Rita                                              |